# Ґура (Косьцерський повіт)
Ґура (пол. Góra) — село в Польщі, у гміні Стара Кішева Косьцерського повіту Поморського воєводства.
Населення — 247 осіб (2011).
У 1975-1998 роках село належало до Гданського воєводства.

## Демографія
Демографічна структура станом на 31 березня 2011 року:
|          | Загалом | Допрацездатний вік | Працездатний вік | Постпрацездатний вік |
| -------- | ------- | ------------------ | ---------------- | -------------------- |
| Чоловіки | 137     | 37                 | 90               | 10                   |
| Жінки    | 110     | 26                 | 72               | 12                   |
| Разом    | 247     | 63                 | 162              | 22                   |